# بوفالو (نیویورک)
بوفالو (به انگلیسی: Buffalo) با حدود یک میلیون جمعیت دومین شهر بزرگ ایالت نیویورک آمریکا بعد از نیویورک سیتی است که در شمال ایالات متحده و در نزدیکی مرز آمریکا و کانادا قرار دارد. دانشگاه ایالتی نیویورک در بافلو از مراکز معروف علمی این شهر است.
تیم بوفالو بیلز از تیم‌های لیگ ملی فوتبال آمریکا از این شهر است.

## مراکز علمی-فرهنگی
- دانشگاه ایالتی نیویورک در بوفالو: این دانشگاه یکی از بزرگترین دانشگاه‌های ایالتی نیویورک است و در زمینه‌های مختلف علمی، از جمله مهندسی، پزشکی، حقوق و علوم انسانی، فعالیت می‌کند. دانشگاه ایالتی نیویورک در بوفالو با بیش از ۲۸۰۰۰ دانشجو و ۱۳ دانشکده و مدرسه، یک مرکز برجسته آموزشی و پژوهشی در منطقه غرب نیویورک است. این دانشگاه همچنین به دلیل تعهد خود به تنوع و فراگیری شناخته شده است و دانشجویانی از سراسر جهان را جذب می کند.
- گالری هنری آلبرایت ناکس: این موزه یکی از بزرگترین موزه‌های هنر در ایالت نیویورک است و مجموعه‌های نفیس و ارزشمندی از نقاشی، مجسمه و آثار هنری از سراسر جهان را به نمایش می‌گذارد. گالری هنری آلبرایت-ناکس با داشتن مجموعه‌ای چشمگیر از آثار هنری ۱۵۰ ساله، از جمله آثار هنری زیبا، دارایی‌های دیجیتال و آرشیو موزه، به عنوان نگین صحنه هنرهای فرهنگی و موزه‌های بوفالو شناخته می‌شود. این گالری یکی از قدیمی‌ترین مؤسسات هنری عمومی در ایالات متحده است و برای تمام اعضای خانواده، از کودکان خردسال تا بزرگسالان، برنامه‌هایی ارائه می‌دهد.

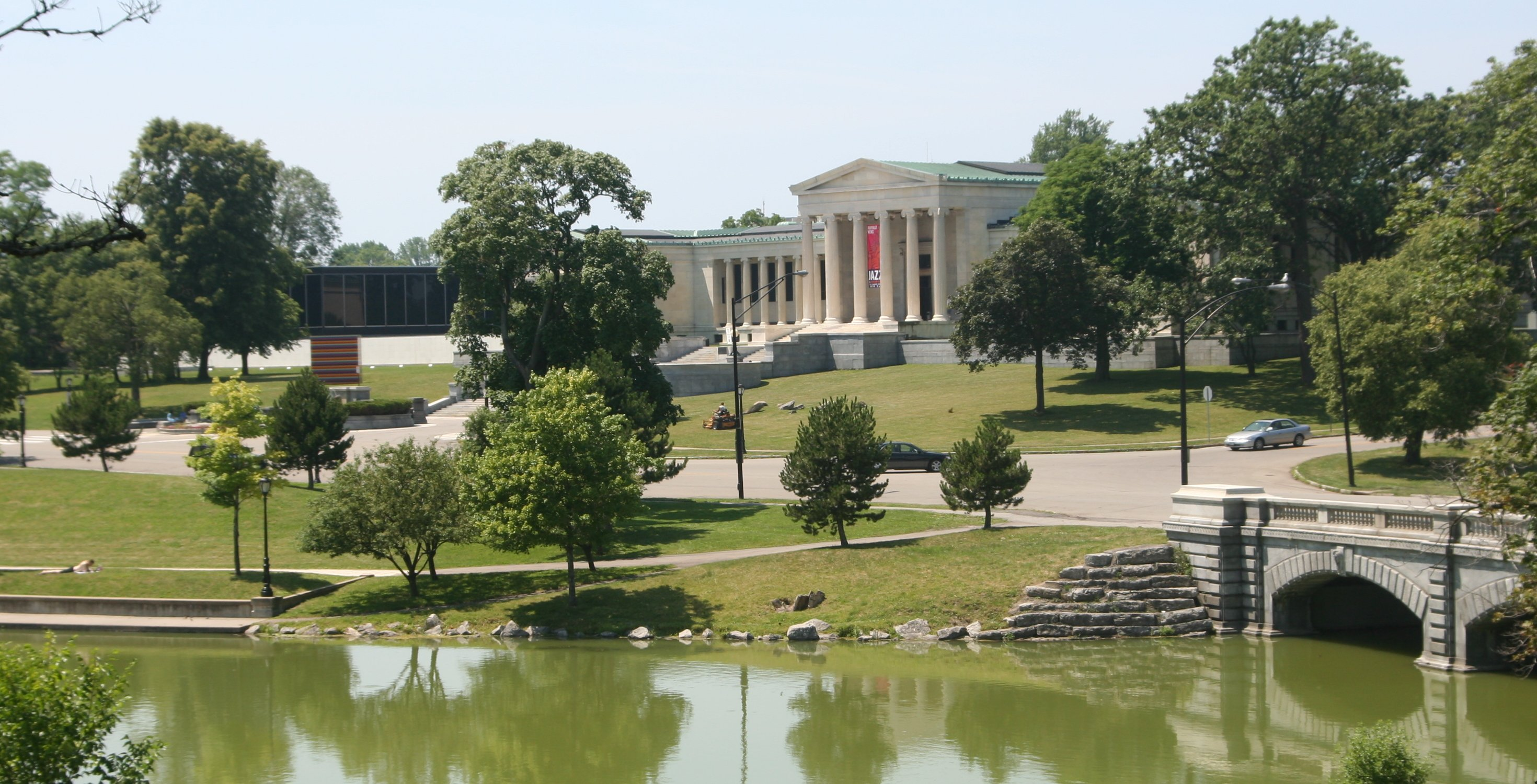

- مرکز هنرهای نمایشی شی (شیز پرفورمنگ آرتس سنتر): این مرکز که در سال ۱۹۲۶ به عنوان یک سالن سینما توسط مایکل شی تأسیس شد، امروزه شامل سه سالن تئاتر در منطقه تئاتر بوفالو است. این مجموعه با هدف ارائه بهترین اجراهای زنده از طریق تولیدات تور و همکاری‌های محلی با غرب نیویورک فعالیت می‌کند. شیز پرفورمنگ آرتس سنتر به عنوان یکی از قدیمی‌ترین تئاترهای شهر بوفالو، میزبان اجرای نمایش‌های مختلف، از جمله اپرا، باله و تئاتر موزیکال است.

سایر اطلاعات:
- آب و هوا: بوفالو دارای آب و هوای قاره‌ای مرطوب است با تابستان‌های گرم و مرطوب و زمستان‌های سرد و پر برف.
- اقتصاد: اقتصاد بوفالو بر صنایع مختلفی از جمله فولاد، تولید مواد شیمیایی، و گردشگری پایه دارد.
- حمل و نقل: بوفالو دارای فرودگاه بین‌المللی، شبکه حمل و نقل عمومی گسترده و دسترسی به خطوط راه‌آهن است.
- ورزش: بوفالو تیم‌های ورزشی حرفه‌ای مختلفی در لیگ‌های ملی آمریکا دارد، از جمله تیم بوفالو بیلز در لیگ ملی فوتبال آمریکا و تیم بوفالو سابرز در لیگ ملی هاکی روی یخ آمریکا.